# Kleomenes (Heerführer)
Kleomenes (altgriechisch Κλεομένης Kleoménēs), der Sohn des Generals Pausanias, war ein spartanischer Heerführer und der Urenkel des Königs Kleomenes I. aus dem Hause der Agiaden.
Im Sommer 427 v. Chr. führte Kleomenes anstelle seines Neffen, des noch zu jungen Königs Pausanias, das spartanische Heer gegen Athen. Er hatte den Auftrag, Athen zu schwächen und ein Eingreifen Athens in den Machtkampf um Mytilene zu verzögern. Kleomenes fiel in Attika ein und verwüstete das Land. Als ihm die Vorräte ausgingen, zog er sich zurück. Trotz seines Erfolges fiel Mytilene an Athen.